# Wuyang, Zhong
Wuyang (kinesiska: 乌杨) är ett stadsdelsdistrikt i sydvästra Kina. Det ligger i Zhong härad i storstadsområdet Chongqing, omkring 150 kilometer nordost om det centrala stadsdistriktet Yuzhong. Antalet invånare är 36 733. Befolkningen består av 18 017 kvinnor och 18 716 män. Barn under 15 år utgör 19,0 %, vuxna 15-64 år 67 %, och äldre över 65 år 13,0 %.